# جائزة بريطانيا الكبرى للدراجات النارية 2014
جائزة بريطانيا الكبرى للدراجات النارية 2014 هو سباق دراجات نارية أقيم بتاريخ 31 أغسطس 2014 في حلبة سلفرستون، سيلفرستون، المملكة المتحدة. كان الجولة الثانية عشر من أصل 18 في سباق الجائزة الكبرى للدراجات النارية موسم 2014. فاز الإسباني مارك ماركيث بفئة الموتو جي بي بينما جاء الإسباني خورخي لورنزو في المركز الثاني وحصل على المركز الثالث الإيطالي فالنتينو روسي.

## وصلات خارجية
- الموقع الرسمي